# سحر دهقان
سحر دهقان رقصنده ایرانی، پژوهشگر، طراح و آموزگار رقصهای کلاسیک و معاصر ایرانی، آسیای میانه و عرفانی است.

## زندگی
سحر دهقان زاده ایران در خردسالی به فرانسه مهاجرت و در آنجا تحصیلات فرهنگی و هنری خود را آغاز نمود. وی سپس به کالیفرنیا رفته، ضمن تدریس موفق به دریافت مدرک کارشناسی ارشد شد. او از خردسالی با شعر، موسیقی، درام و رقص در ارتباط بوده‌است. سحر پیانو را در محضر استاد پری برخشی آموخت. همچنین او همواره با دنیای تئاتر ارتباط نزدیکی داشته‌است و علاوه بر آموزش تئاتر یونان، فرانسه و انگلیس، در تئاتر ایران نیز به همراه ویدا قهرمانی و گروه داروگ کار کرده‌است.
وی هم‌اکنون در فرانسه با شاهرخ مشکین قلم و نکیسا بر روی ساخت و اجرای رقص عارفانه بر روی آثار ادب فارسی به ویژه آثار مولانا و حافظ فعالیت می‌کند. او یکی از اعضای اصلی گروه باله افسانه است.